# Cláusula ouro
Cláusula ouro é o apelido dado a cláusula contratual que permite o pagamento de obrigações devidas em dinheiro, em moedas ou peças de ouro, ou observando a cotação de mercado daquele metal. No Brasil, a legislação sobre o assunto era o Código Civil de 1916, escrito nos pressupostos do liberalismo e da estabilidade monetária que já não refletia a realidade que o mundo viveria a partir da Primeira Guerra Mundial. Assim, foi consagrado o princípio da "Cláusula Ouro" pelo Código Civil em seus artigos 947, parágrafo 1º e 1258:
Artigo 947,parágrafo 1º - " É, porém, lícito às partes estipular ["o pagamento em dinheiro"] que se efetue em certa e determinada espécie de moeda, nacional ou estrangeira".
Artigo 1.258 - "No mútuo em moedas de ouro e prata pode convencionar-se que o pagamento se efetue nas mesmas espécies e quantidades qualquer que seja ulteriormente a oscilação dos seus valores".
Com a Crise de 1929 e a Revolução de 1930, houve pressões internas para que a legislação fosse mudada. Assim, o governo de característica autoritária e nacionalista que se instalou no país aprovou a revogação da Cláusula Ouro pelo Decreto 23.501 de 27 de novembro de 1933 que estipulou o "papel moeda de curso forçado, instituído por lei de ordem pública e exteriorização da própria soberania do país". Saliente-se que o Decreto 21.316 de 25-04-1932 já havia proibido as contas-correntes em moeda estrangeira nos estabelecimentos bancários nacionais. As concessionárias de serviços públicos estrangeiros como a "Societé Anonyme du Gaz do Rio de Janeiro" viram seus lucros reduzidos e praticamente não fizeram mais investimentos para atender a demanda crescente, acabando por deixar os negócios que ficaram a cargo dos governos. A necessidade de financiamentos e empréstimos internacionais levaram a que nos contratos internacionais as autoridades e os tribunais tentassem mitigar os efeitos da proibição, o que principiara uma nova exceção à regra da moeda de curso forçado; os credores ou devedores "residentes e domicilados no exterior", por força do Decreto-Lei Nº 857/1969, se submetem ao regime da Cláusula Ouro. 

## Estados Unidos
Nos Estados Unidos, as cláusulas ouro contratuais foram revogadas pela administração do Presidente Roosevelt, ratificadas pelo Congresso e com parecer favorável da Suprema Corte que em 1935 negou recursos sobre "quebras de contrato" dos proprietários de ouro (ver "Gold Clause Cases"). Na época havia o combate à Grande Depressão e a especulação e entesouramento do ouro colocavam em risco a estabilidade do sistema monetário norte-americano. Esses proprietários foram obrigados a aceitar dólares a um preço fixo, calculados de acordo com as quantidades de ouro que possuíam ou a que tinham direito.